# Terminal pétrolier
Pour les articles homonymes, voir Terminal.

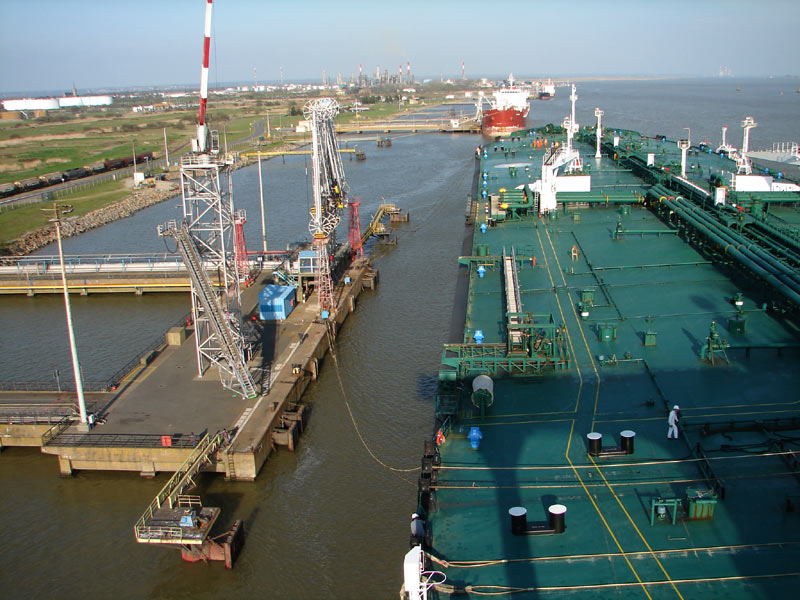
Terminal pétrolier de Donges (Port autonome de Nantes-Saint-Nazaire) : accostage d'un pétrolier sur un appontement. À l'arrière-plan, cuves de stockage et raffinerie du groupe Total SA.

Un terminal pétrolier est une installation industrielle destinée au stockage de produits pétroliers et pétrochimiques et/ou au transport de ces produits vers l'utilisateur final ou vers des stockages intermédiaires. Un terminal pétrolier est composé d'un ou plusieurs réservoirs qui peuvent être au-dessus du sol ou enterrés et un ensemble de vannes et de compteurs afin de décharger les pétroliers, transporter vers les réservoirs puis charger les camions citernes, barges, trains spécialisés et pipelines.
Il est caractérisé principalement par un grand tirant d'eau, et des ducs-d'Albe ou des bittes à terre permettent l'amarrage. Ils sont également le plus souvent situés à proximité d'une raffinerie.
Certains terminaux sont installés en pleine mer (offshore), rendant inutiles les travaux de dragage et réduisant au minimum la perte de temps due aux manœuvres lors de l'entrée au port. On peut prendre comme exemples de ce type d'installation le LOOP (Louisiana Offshore Oil Port) au large de Port Fourchon, ou le terminal de De-Kastri dans le détroit de Tartarie.

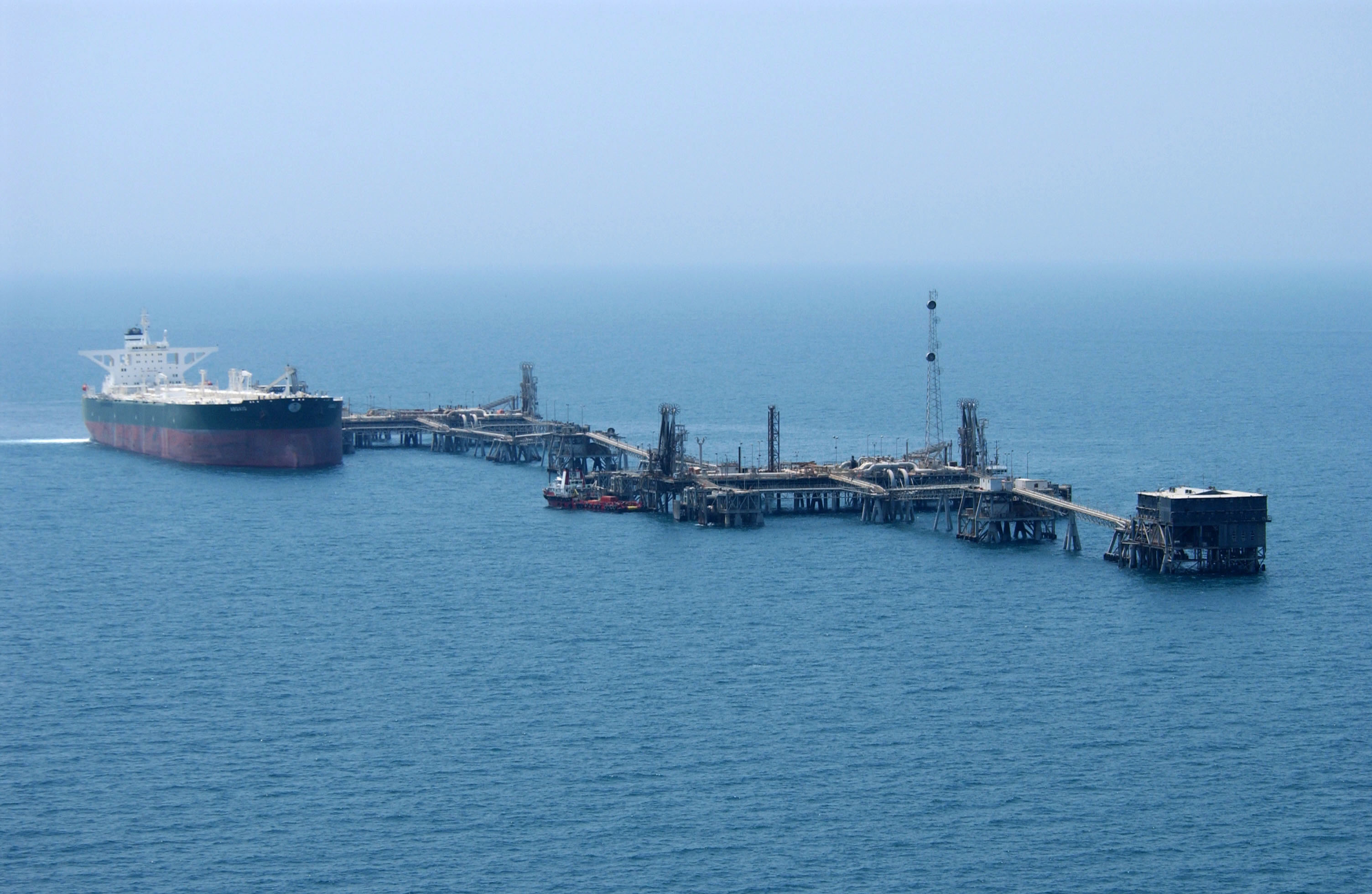
Le pétrolier AbQaiq faisant le plein de pétrole brut au Al Başrah Oil Terminal (ABOT), un des deux terminaux offshore irakien, 29 juin 2003.

## Hygiène, Sécurité, Environnement

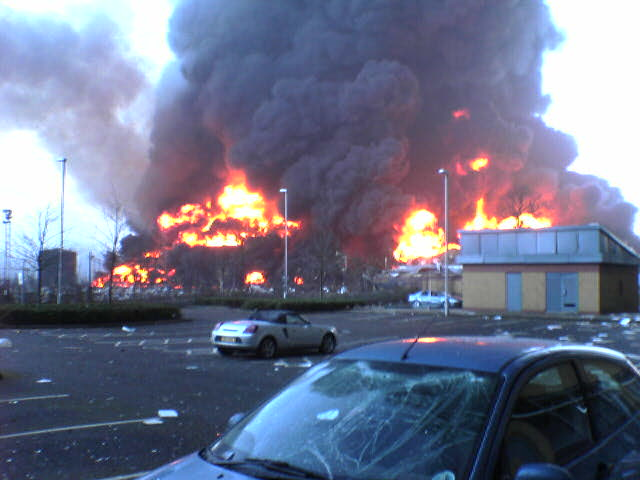
Incendie à Buncefield (décembre 2005).

Un des points clés des terminaux pétroliers est les questions HSE : hygiène, sécurité et environnement. Les produits pétroliers et pétrochimiques sont toxiques pour l'être humain et la nature, ils doivent donc être stockés en sécurité. Les risques de fuites et d'explosion doivent être pris en compte par les gestionnaires. il semblerait toutefois utile de préciser de ne pas forcément tout concentrer au même endroit : la concentration abusive parfois conduit à des catastrophes gigantesques; de plus petites installations mieux réparties serait aussi certainement moins dangereuses. Ne pas mettre tout ses œufs ou toutes ces sources d'approvisionnements dans un même endroit et multiplier ces différences semble plus perspicace.  
La protection incendie est une considération première, notamment avec les produits les plus inflammables comme le pétrole ou le kérosène.